# Nummio Tusco
Nummio Tusco (latino: Nummius Tuscus; fl. 295–303) è stato un politico romano di età imperiale.
Era probabilmente figlio di Marco Nummio Tusco, console nel 258 e cugino di Marco Nummio Ceionio Annio Albino.
Fu console nel 295, curator aquarum et miniciae tra il 295 e il 302, praefectus urbi nel 302–303.